# Eadweard Muybridge

Eadweard Muybridge. Von der amerikanischen Fotografin Frances Benjamin Johnston nach 1890 aufgenommenes Altersporträt.

Eadweard Muybridge (* 9. April 1830 in Kingston upon Thames; † 8. Mai 1904 ebenda; eigentlich Edward James Muggeridge) war ein britischer Fotograf und Pionier der Fototechnik.
Muybridge wanderte noch in jungen Jahren nach Amerika aus und kam Mitte der 1850er Jahre nach San Francisco, wo er sich zunächst als Buchhändler betätigte. Auf einer Reise nach Europa erlitt Muybridge eine schwere Kopfverletzung, von der er sich zwischen 1861 und 1866 in England auskurierte. Während dieses Aufenthaltes in England erlernte er vermutlich auch das Handwerk der Fotografie.
Nach seiner Rückkehr nach Kalifornien begann er eine Karriere als Fotograf, in deren Verlauf er den heutigen Yosemite-Nationalpark, die Leuchttürme der Pazifikküste und den Krieg gegen den Stamm der Modoc im Bild festhielt. Seine aus mehreren Aufnahmen zusammengesetzten Panoramen von San Francisco aus den Jahren 1877 und 1878 gehören zu den detailreichsten Abbildungen der Stadt vor dem großen Erdbeben von 1906.
Im Jahr 1874 erschoss Muybridge den Liebhaber seiner Frau Flora, wurde jedoch im anschließenden Gerichtsverfahren von den Geschworenen freigesprochen. Er war damit der letzte des Mordes Angeklagte in Kalifornien, der trotz eines Schuldeingeständnisses nicht für seine Taten verurteilt wurde.
Vier Jahre später hielt Muybridge im Auftrag von Gouverneur Leland Stanford erstmals die einzelnen Phasen des Bewegungsablaufs eines galoppierenden Pferdes im Bild fest und begründete damit die Chronofotografie. Ein Jahr später stellte er einem staunenden Publikum in Palo Alto sein Zoopraxiskop vor, mit dem er die einzelnen Aufnahmen auf einer Leinwand in einem Bewegungsablauf zum Leben erweckte.
In den folgenden Jahren publizierte Muybridge seine Ergebnisse in einer Reihe von Büchern und ging auf Vortragsreisen nach Europa. Sein 1887 veröffentlichtes Werk Animal Locomotion beeinflusste mit seinen Bewegungsstudien Künstler wie Marcel Duchamp oder Francis Bacon.

## Leben und Werk

### Herkunft und Bildung

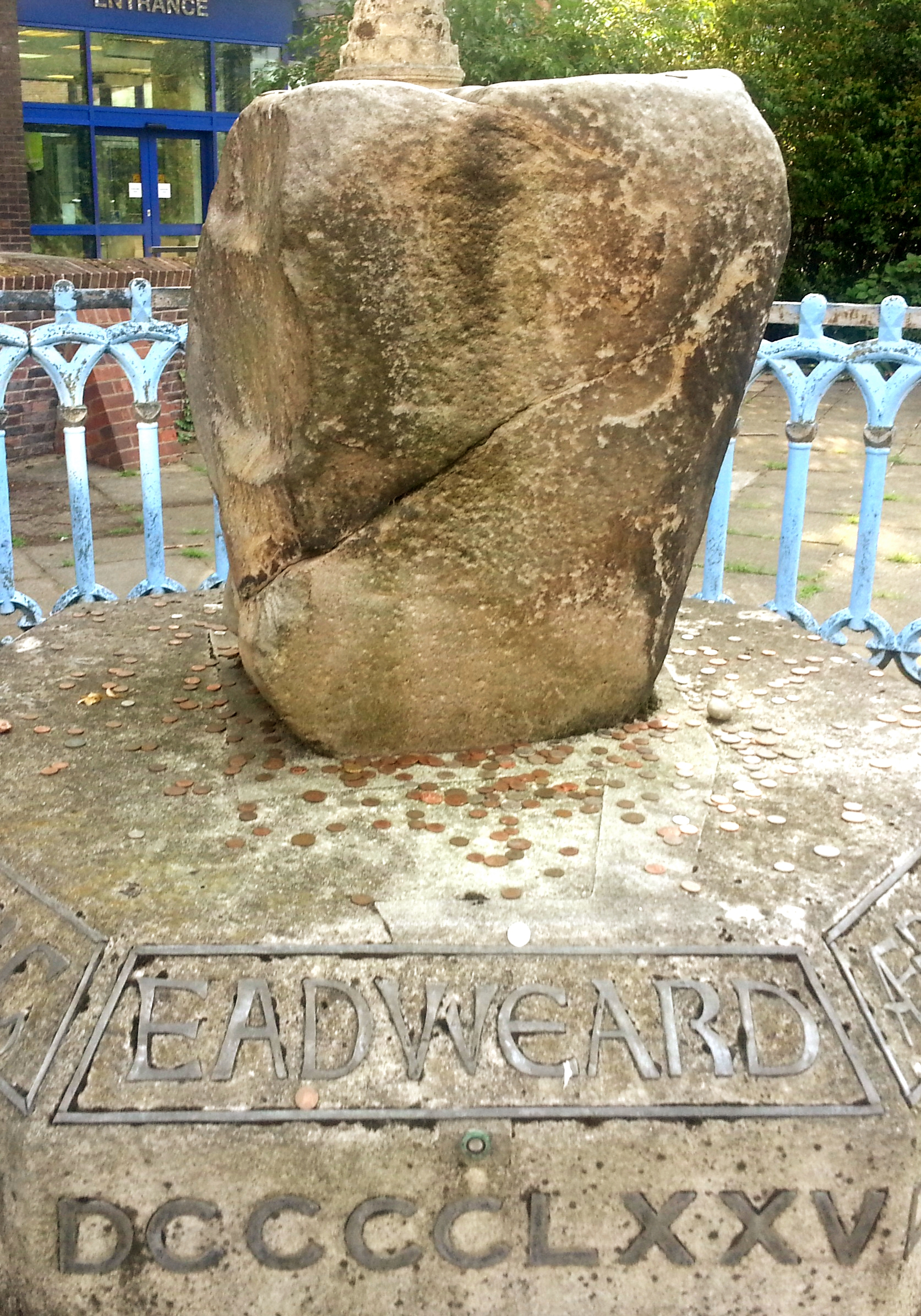
Der Krönungsstein in Kingston upon Thames erinnert an die Krönung verschiedener angelsächsischer Könige (hier: Eadweard II.)

Eadweard Muybridge wurde 1830 unter dem Namen Edward James Muggeridge als Sohn von John Muggeridge und dessen Frau Susannah im englischen Kingston upon Thames geboren. Muybridges Vater war ein Kohle- und Getreidehändler, der mit Frachtkähnen über die Themse angelieferte Waren an die in Kingston upon Thames ansässigen Mälzereien verkaufte. Kingston upon Thames, zu jener Zeit eine London vorgelagerte Handelsstadt, hatte zwischen 900 und 1016 sieben angelsächsischen Königen als Krönungsort gedient. Zwei dieser Könige trugen den Namen Edward und es wird vermutet, dass die Schreibung ihrer Namen auf dem in der Stadt aufgestellten Krönungsstein Muybridge dazu veranlasste, seinen Vornamen altertümelnd in „Eadweard“ zu ändern.
Über Muybridges Schulbildung ist nicht viel bekannt. Sein Biograf Gordon Hendricks bezweifelt die bisweilen in der Literatur zu findende Darstellung, dass Muybridge die Lateinschule in der Kingstoner Lovekyn Chapel (heute Kingston Grammar School) besucht habe, weil er als Sohn eines einfachen Händlers nicht die ausreichenden Voraussetzungen für den Besuch einer solchen Anstalt mitgebracht habe. Gleichwohl deuten spätere Äußerungen Muybridges darauf hin, dass er über ein solides Grundlagenwissen in englischer Literatur, Grammatik und Mathematik verfügte. Seine Fremdsprachenkenntnisse des Französischen, Deutschen und Italienischen eignete sich Muybridge erst als Erwachsener im Selbststudium an.

### Auswanderung und erste Jahre in San Francisco

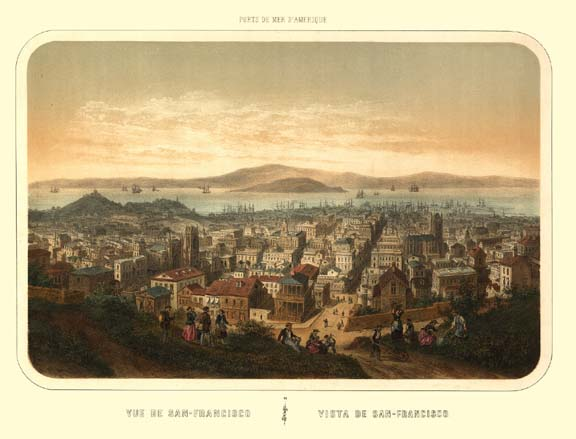
San Francisco um das Jahr 1860. Werk des französischen Malers Isidore Laurent Deroy (1797–1886). Vergleicht man diese Ansicht mit den späteren Fotografien Muybridges, dann wird offensichtlich, wie sehr sich die Stadt während Muybridges Zeit an der amerikanischen Westküste verändert hat. San Francisco muss eine große Faszination auf Muybridge ausgeübt haben, da die Stadt zu seinen beliebtesten Motiven gehörte.

Im Alter von 21 oder 22 Jahren wanderte Muybridge in die Vereinigten Staaten aus. Er kam 1852 in Amerika an und hielt sich zunächst in New York auf, wo er sich mit dem Daguerreotypisten Silas Wright Selleck anfreundete. Dieser ging noch im selben Jahr nach San Francisco, das zu jener Zeit aufgrund des Kalifornischen Goldrauschs eine große Anziehungskraft auf europäische Abenteurer ausübte. Spätestens 1855 siedelte auch Muybridge nach San Francisco über, wo Selleck in der Zwischenzeit ein eigenes Fotostudio eröffnet hatte.
Laut einer von ihm selbst aufgegebenen Zeitungsannonce betätigte Muybridge sich spätestens ab 1856 als Vertreter der London Printing and Publishing Company. Seine Buchhandlung war eine von insgesamt 40 ihrer Art in einer Stadt, die ein Schmelztiegel von Immigranten und Glückssuchern unterschiedlichster Herkunft war und die zwischen 1847 und 1860 von 460 auf 56.000 Einwohner anwuchs. In Muybridges erste Jahre in San Francisco fällt auch die mehrmalige Änderung seines Nachnamens von „Muggeridge“ über „Muggridge“ zu „Muygridge“. Die Schreibung „Muybridge“ nahm er erst an, als er sich in den 1860ern als Fotograf zu betätigen begann.
Muybridges Geschäfte in San Francisco gingen offenbar so gut, dass er 1859 auf einen der angesehenen Posten im Aufsichtsrat der Mercantile Library, einer Bibliothek für kaufmännische Literatur, gewählt wurde. Ein Jahr später holte er seine beiden jüngeren Brüder nach Kalifornien und übertrug seinem Bruder Thomas das florierende Buchhandelsgeschäft. Er selbst plante, nach einem vorherigen Besuch der Sierra Nevada (im Gebiet des heutigen Yosemite-Nationalparks) nach Europa zu reisen, um dort Bücher einzukaufen.

### Unfall und die ‚verlorenen Jahre‘
Ob Muybridge vor seiner Abreise nach Europa tatsächlich die Sierra Nevada besucht hat, ist nicht gesichert. Fest steht jedoch, dass er sein Schiff verpasste und stattdessen mit der Postkutsche nach St. Louis aufbrach, um dann von dort mit der Eisenbahn nach New York weiterzureisen. Die Reise führte durch Texas, wo die – nach Muybridges eigener Aussage – von „sechs wilden Mustangs“ gezogene Kutsche außer Kontrolle geriet und an einem Baum zerschellte. Muybridge erlitt bei diesem Unfall eine schwere Kopfverletzung und sah für lange Zeit alles doppelt. Nach einem Aufenthalt in Fort Smith reiste er nach New York und von dort weiter nach London, wo er sich von dem angesehenen Arzt William Gull behandeln ließ.

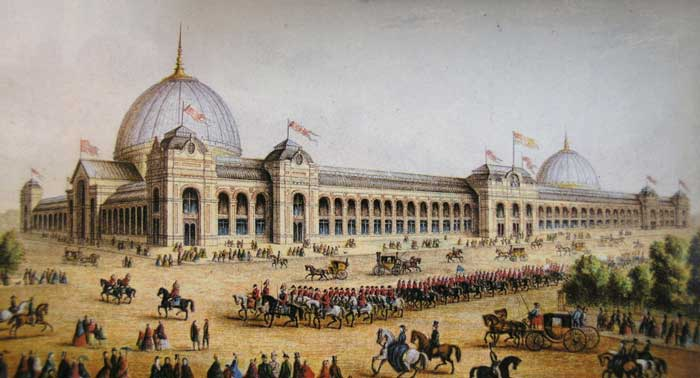
Auf der Londoner Weltausstellung des Jahres 1862 lernte Muybridge möglicherweise die Arbeiten britischer Fotografen kennen.

Über Muybridges Leben in England in den Jahren zwischen 1861 und 1866 ist nur wenig bekannt, was Biografen wie Robert Bartlett Haas dazu veranlasste, diese Zeit als die ‚verlorenen Jahre‘ (engl. Lost Years) zu bezeichnen. Nach einem Schadensersatzprozess gegen die Betreiber der Postkutsche hatte Muybridge 2.500 Dollar als Entschädigungssumme erhalten. Sein Biograf Brian Clegg vermutet, dass Muybridge – auf diese Weise finanziell abgesichert – in England das Ende des Sezessionskriegs (1861–1865) abwartete.
Sicher ist, dass Muybridges Interesse an der Fotografie in dieser Zeit zunahm. Gemeinhin wird angenommen, dass sein Arzt William Gull ihm empfahl, sich möglichst viel in der Natur aufzuhalten, und dass daraus Muybridges Faszination für die Landschaftsfotografie erwuchs. Auch möglich ist, dass Muybridge auf der Londoner Weltausstellung im Jahr 1862 die Werke britischer Fotografen kennenlernte und von diesen inspiriert wurde. Als Muybridge im Jahr 1867 nach San Francisco zurückkehrte, hatte er sich die technischen Grundlagen der Fotografie jedenfalls so weit angeeignet, dass er sich als Fotograf selbständig machte.

### Beginn der Karriere als Fotograf

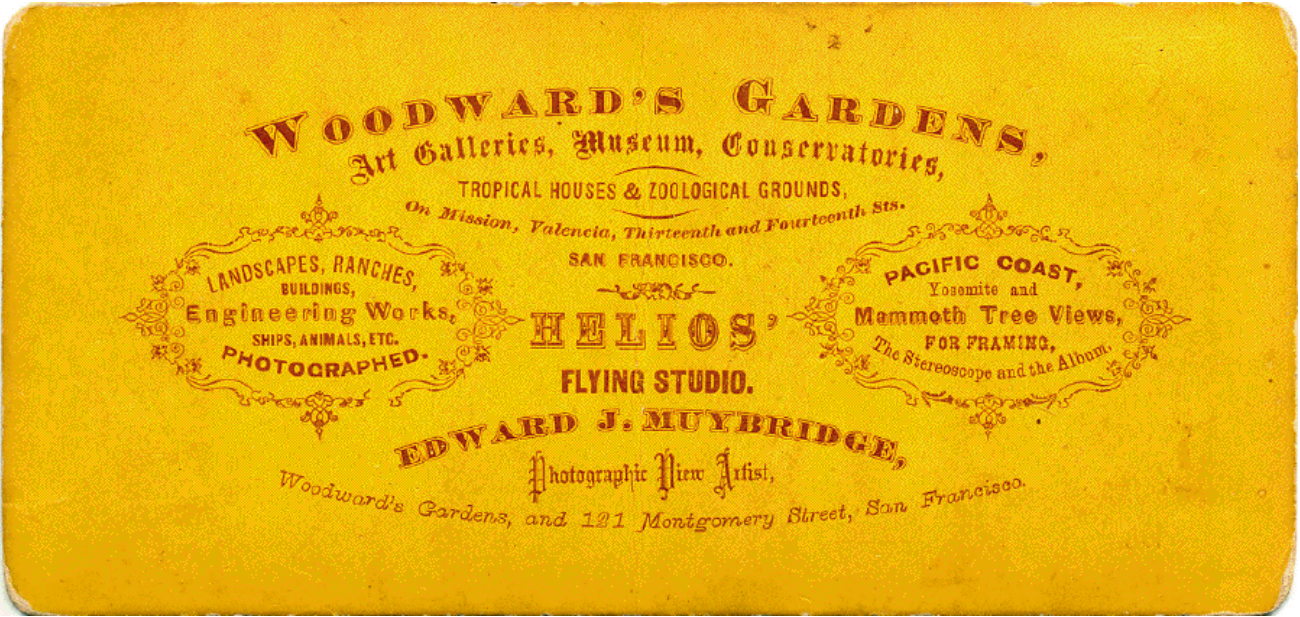
Rückseite einer stereoskopischen Fotokarte mit der Angabe „Helios Flying Studio. Edward J. Muybridge. Photographic View Artist“ (1870)

Ende der 1860er Jahre befand sich die amerikanische Landschaftsfotografie in ihren Anfängen. Zu einer Zeit, als die Fotografie sich noch nicht als eigenständige Kunstform etabliert hatte, stillten pastorale Werke von Malern der Hudson River School den Hunger des Publikums nach Darstellungen unberührter Landschaften.
Im Frühjahr 1867 brach Muybridge zum Fotografieren in das Yosemite Valley auf. Diesen Teil des Westens kannte das amerikanische Publikum bis dahin vor allem durch Zeitungsberichte, literarische Beschreibungen und die Landschaftsaufnahmen von Carleton Watkins. Seine Ausrüstung, bestehend aus einer Plattenkamera im Aufnahmeformat 5½" × 8½", einer Stereokamera, einem zur Dunkelkammer umfunktionierten Zelt sowie den für die Entwicklung vor Ort benötigten Chemikalien, führte er auf einem Pferdewagen mit sich. Muybridge durchstreifte fünf Monate lang die Wildnis von Yosemite und schuf mehr als 170 Aufnahmen, die er unter dem Firmennamen „Helios Flying Studio“ vermarktete und mit denen er Watkins zu übertreffen suchte.

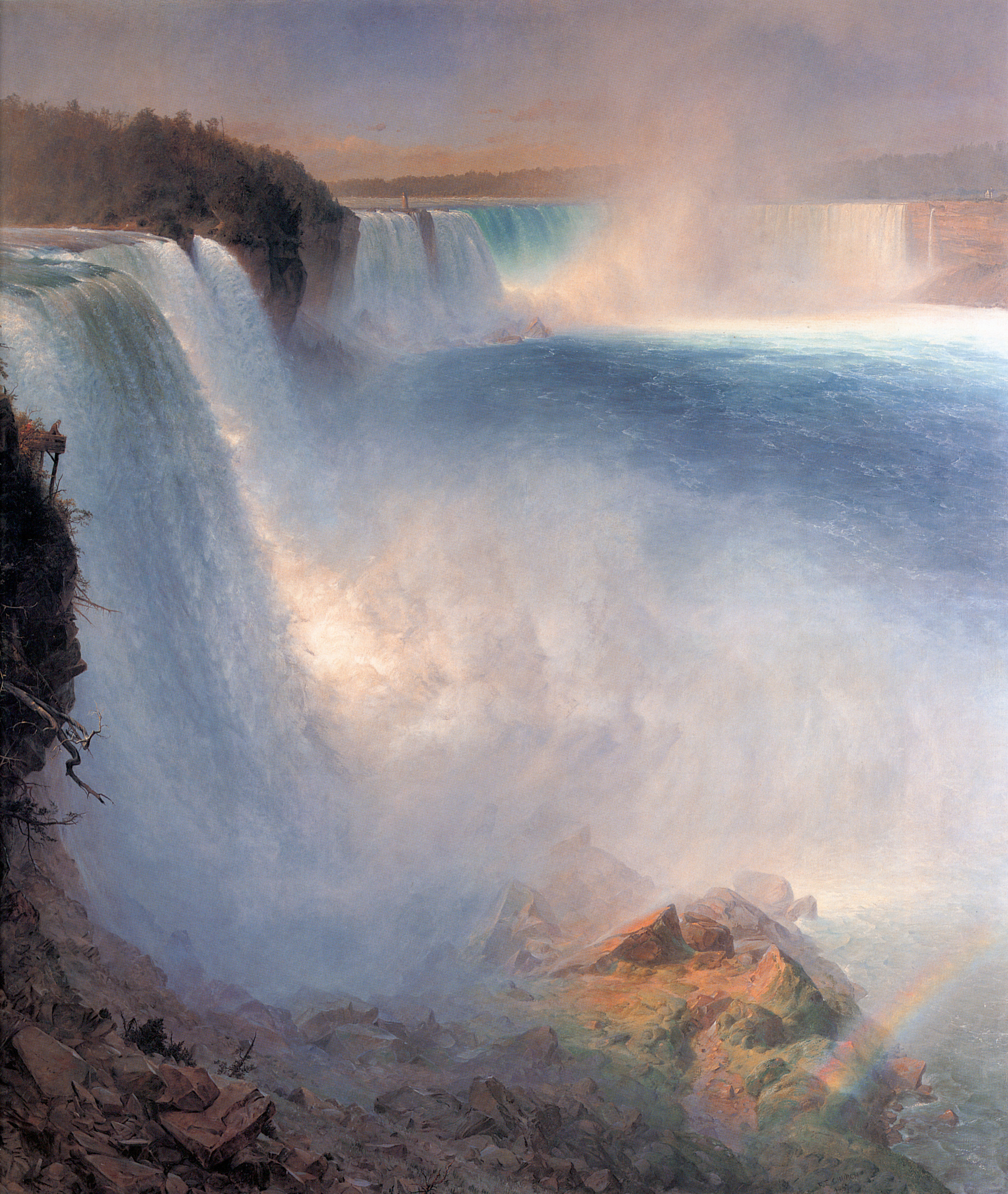
Frederic Edwin Church, Niagara Falls, from the American Side, 1867
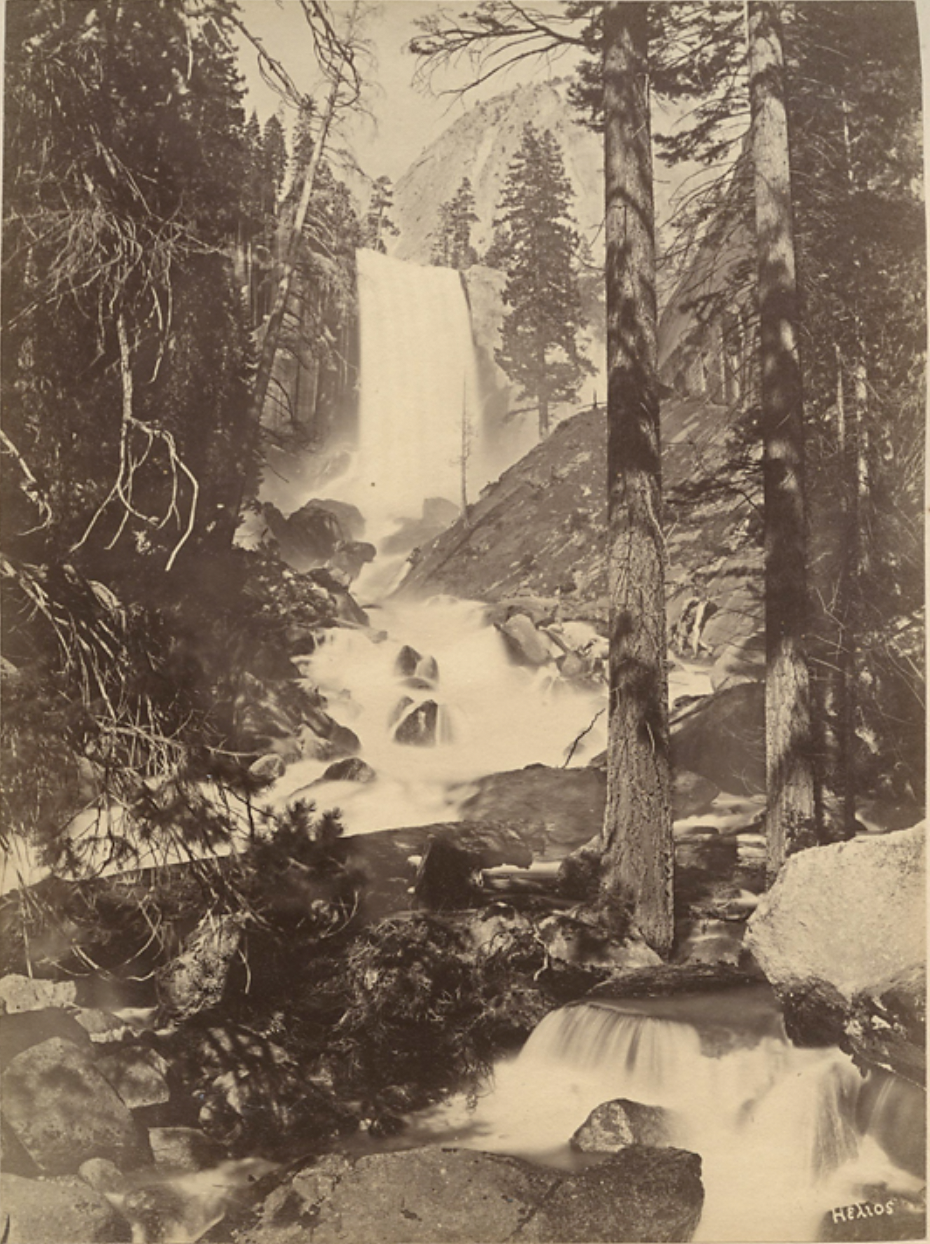
Eadweard Muybridge, Pi-wi-ack (Cataract of Stars), Vernal Fall, 450 feet fall (4054), Valley of Yosemite, 1867

Mit seinen Fotos der Wasserfälle von Yosemite griff Muybridge ein populäres Thema in der britischen und amerikanischen Kunst des 19. Jahrhunderts auf. Sein 1867 entstandenes Werk Pi-wi-ack (Cataract of Stars), Vernal Fall, 450 feet fall (4054) zeigt Vernal Fall in einer konventionellen Komposition, eingerahmt von Bäumen. Vergleicht man das Foto mit dem im selben Jahr entstandenen Gemälde Niagara Falls, from the American Side von Frederic Edwin Church, so fällt auf, dass das Wasser in Muybridges Foto aufgrund der langen Belichtungszeit der von ihm verwendeten Kollodium-Nassplatte fast geisterhaft und verschwommen dargestellt wird. Muybridges Biograf Philip Brookman weist darauf hin, dass in Churchs realistischem Gemälde die Zeit stillzustehen scheint, während Muybridges Darstellung einen Hinweis auf das schiere Volumen der Wassermenge als „integraler Funktion der natürlichen Umwelt“ gibt.
Die Kritik nahm Muybridges Yosemite-Fotos mit Begeisterung auf. Die Zeitung Daily Alta California nannte seine Aufnahmen „eine getreue Abbildung der Natur“ und die Photographic Society of Pennsylvania lobte Muybridges „künstlerisches Geschick in der Auswahl der Motive und sein besonderes Talent, das sich in deren fotografischer Wiedergabe zeigt“. Insbesondere letzteres Urteil war bedeutend, galt Philadelphia doch als Geburtsstätte der amerikanischen Landschaftsfotografie.

### Frühe Aufnahmen von San Francisco, Nordkalifornien und Alaska
Im Februar 1868 verkündete Muybridge, er nehme Aufträge an, „Privathäuser, Ansichten, Tiere, Schiffe usw. überall in der Stadt [San Francisco] oder an jedem Punkt der Pazifikküste“ fotografisch festzuhalten. Für diese frühen Fotografien San Franciscos und Nordkaliforniens entwickelte Muybridge eigene Techniken und Hilfsmittel. So unterbelichtete er einige Aufnahmen gezielt und malte einen kleinen Mond auf die Negative, um die Ergebnisse als Nachtaufnahmen zu verkaufen. Die beim damals eingesetzten Kollodium-Verfahren zu helle Wiedergabe von Blautönen glich er aus, indem er den Himmel in seinen Aufnahmen mittels eines eigens für diesen Zweck von ihm entwickelten „sky-shade“ abdunkelte. Auf diese Weise gelang ihm – vergleichbar mit dem Einsatz heutiger Grauverlauffilter – eine korrekte Belichtung des Himmels und der Wolken, ohne die übrigen Teile des Bildes unterzubelichten. Später folgte er der damals üblichen Praxis, bei Landschaftsaufnahmen zwei getrennte Fotoplatten zu belichten (jeweils eine für den Himmel und die Landschaft) und diese dann zu einem einzigen Bild zusammenzukopieren.

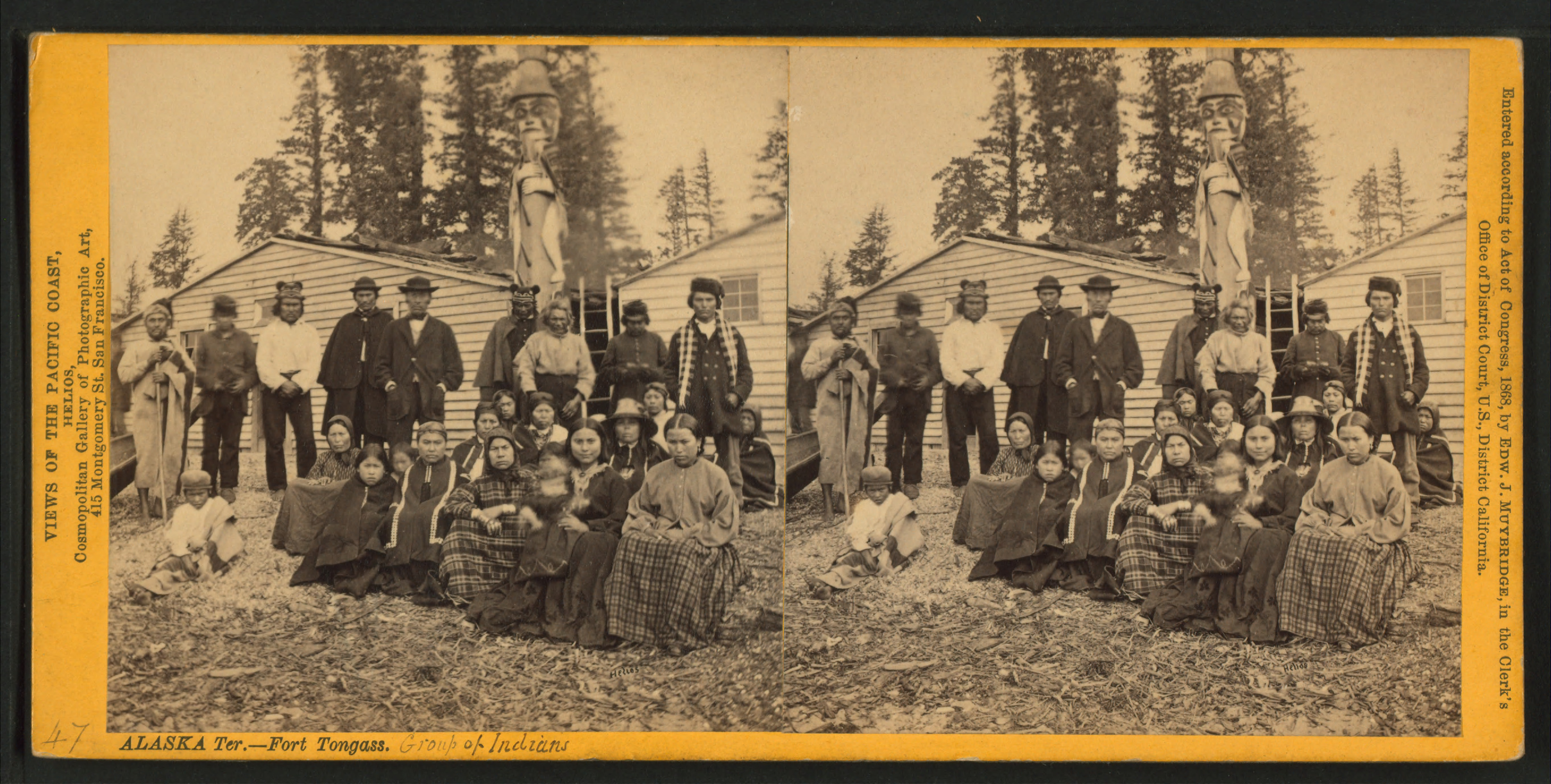
Alaska Ter. – Fort Tongass. Group of Indians, stereoskopische Fotokarte aus der Serie Views of the Pacific Coast. Marta Braun verortet Muybridges Aufnahmen der Tlingit in der Tradition der typischen Darstellung indigener Völker in der Fotografie um die Mitte des 19. Jahrhunderts.

Ende der 1860er Jahre begann Muybridge auch zahlreiche Motive in Stereobildpaaren festzuhalten. Stereoskopische Fotokarten, die bei der Betrachtung durch ein Stereoskop einen räumlichen Effekt erzeugten, wurden im 19. Jahrhundert in Massen hergestellt und waren beim Publikum äußerst beliebt. Muybridges dadurch weiter steigende Bekanntheit führte dazu, dass er 1868 im Auftrag der Regierung an der Expedition von General Henry Wager Halleck nach Alaska teilnahm. Ein Jahr nach dem Kauf Alaskas von Russland diente die Expedition unter anderem dazu, den umstrittenen Erwerb dieser vermeintlich wertlosen Landmasse zu legitimieren. Muybridge dokumentierte die Landschaft und die indigene Bevölkerung Alaskas, die Architektur der Stadt Sitka, deren Bewohner sowie die amerikanischen Militäreinrichtungen zur Kontrolle des neuen Territoriums. Seine Aufnahmen der Tlingit gehören zu den frühesten fotografischen Darstellungen der indigenen Völker Alaskas. Nach seiner Rückkehr lobte General Halleck, dass Muybridges Aufnahmen „eine genauere Vorstellung von Alaska […] vermittelten als jede schriftliche Beschreibung des Landes“. Muybridge, stets um Eigenwerbung bemüht, bezeichnete sich fortan als „offizieller Fotograf der U.S.-Regierung“ und „Leiter fotografischer Untersuchungen der Pazifikküste“.

### Weitere Regierungsaufträge – Leuchttürme der kalifornischen Pazifikküste und Modoc-Krieg

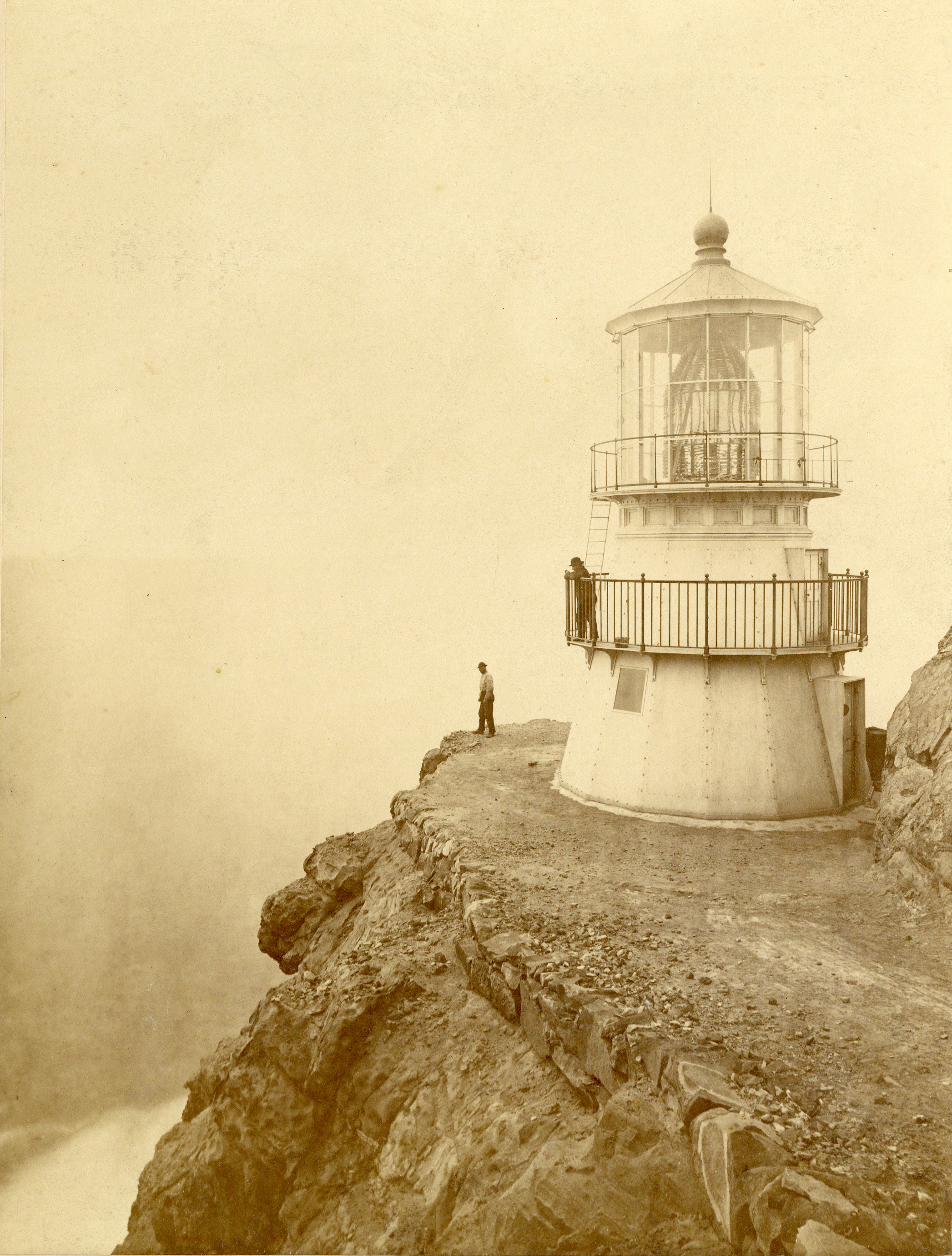
Point Reyes Lighthouse in einer Aufnahme Muybridges aus dem Jahr 1871 (Originaltitel: First-Order Light-house at Punta de los Reyes, Seacoast of California, 296 Feet Above Sea)

Nachdem Muybridge in den Jahren nach 1868 die Arbeiten an der Central Pacific Railroad, den Bau der neuen Münzprägeanstalt in San Francisco sowie den Vergnügungspark Woodward’s Gardens in Bilderserien dokumentiert hatte, nahm er Anfang 1871 einen weiteren Regierungsauftrag an. Für das United States Lighthouse Board reiste er auf einem Dampfschiff die Pazifikküste entlang, um die Leuchttürme Kaliforniens im Bild festzuhalten. Muybridges Biograf Philip Brookman bezeichnet die dabei entstandenen Werke als „einige der glänzendsten und bedeutsamsten Landschaftsaufnahmen“ des Fotografen. Der Ozean erscheint in diesen Bildern zumeist nebelhaft und die Leuchttürme selbst werden im Kontext der abschüssigen Steilküsten Kaliforniens gezeigt, um die Gefahren für die Schifffahrt hervorzuheben. Die dokumentarischen Interessen seiner Auftraggeber, so Brookman, „hielten [Muybridge] nicht davon ab, die Konventionen der Landschaftsfotografie zu erweitern“. Als Beispiel führt Brookman eine Aufnahme des Leuchtturms von Point Reyes an, bei der Muybridges Kamera in der Luft zu schweben scheint (siehe Abbildung). Angesichts dieser Einschätzung ist es bemerkenswert, dass Muybridges Bilderserie zu den Leuchttürmen Kaliforniens in einer Reihe von Veröffentlichungen gar nicht erwähnt wird – insbesondere, wenn die Autoren die Rolle Muybridges als frühen Vertreter der Chronofotografie in den Mittelpunkt stellen.
Rund anderthalb Jahre nach Abschluss seiner Arbeiten für das Lighthouse Board nahm Muybridge einen weiteren Regierungsauftrag an. Für die United States Army fotografierte er die Gegend um den Tule Lake südlich der heutigen Grenze zu Oregon, Schauplatz des Modoc-Krieges im Jahr 1873. Da mit der verfügbaren Fototechnik noch keine bewegten Objekte im Bild festgehalten werden konnten, konzentrierte er sich – wie auch schon Roger Fenton in seinen Aufnahmen des Krimkrieges aus dem Jahr 1855 – auf die Darstellung der landschaftlichen Gegebenheiten und Porträts der Kämpfer. Muybridges Aufnahmen gelten heute als die wichtigsten bildlichen Zeugnisse des Krieges. Da das Halbtondruckverfahren erst Jahrzehnte später flächendeckend bei der Bebilderung von Zeitungsberichten zum Einsatz kam, wurden Muybridges Fotos als Kupferstiche in schriftlichen Darstellungen der Kriegsereignisse verbreitet. Ein großes Publikum erreichten Muybridges Bilder auf diese Weise durch den Abdruck in der Zeitschrift Harper’s Weekly vom 21. Juni 1873.

### Der Mord an Harry Larkyns

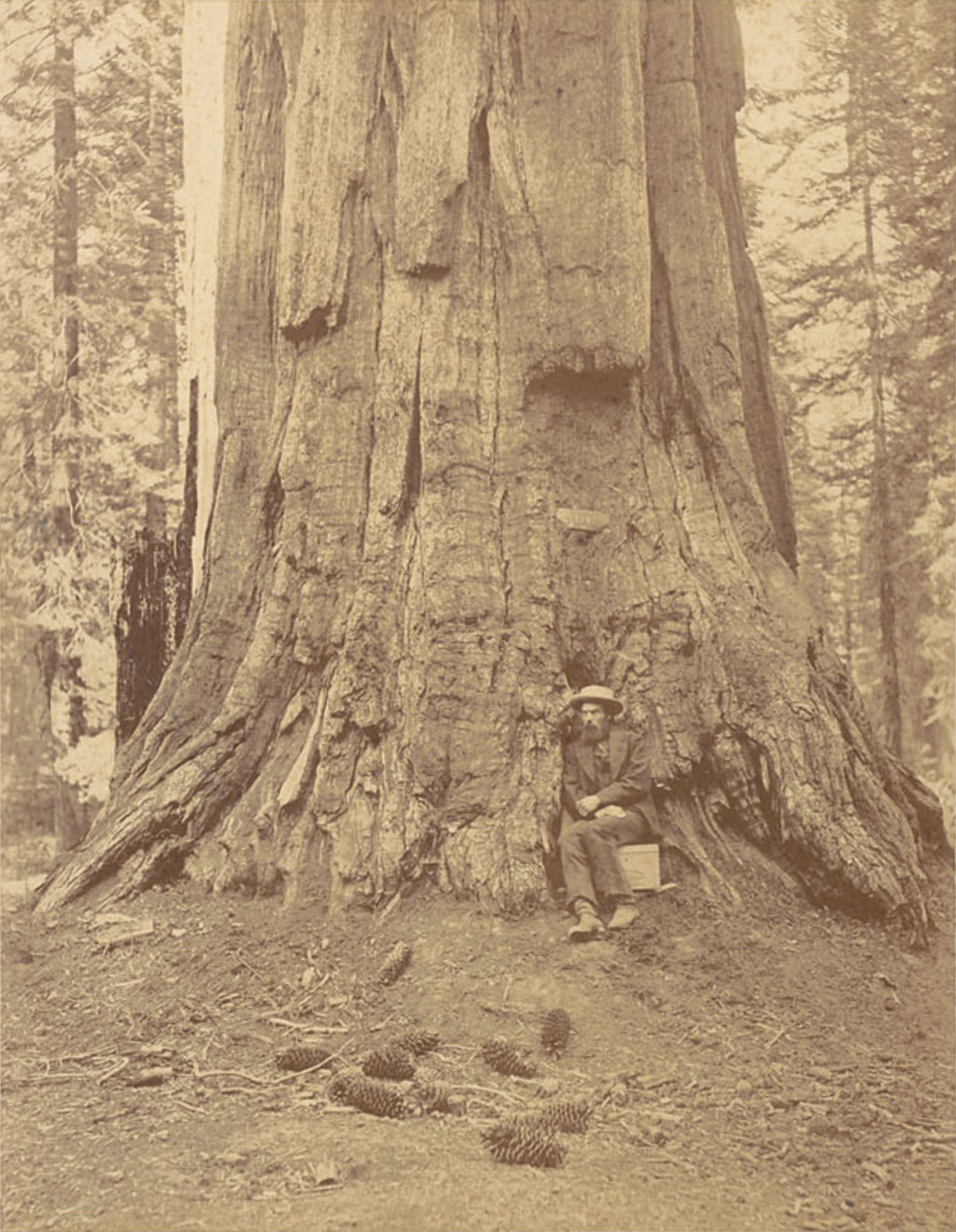
Im Gerichtsprozess um den Mord an Harry Larkyns versuchte Muybridges Anwalt Pendegast, ihn als geistig verwirrten Sonderling darzustellen. Hier ein Charles Leander Weed zugeschriebenes Porträt Muybridges aus dem Jahr 1872.

Bereits im Mai 1871 hatte Muybridge Flora Downs geheiratet. Die beiden hatten sich in einem Fotostudio in San Francisco kennengelernt, wo Flora als Retuscheurin arbeitete. Nachdem Flora im April 1874 den Sohn Florado Helios zur Welt gebracht hatte, zweifelte Muybridge schon wenige Monate später daran, dass er der leibliche Vater des Kindes war. Bei der Hebamme Susan Smith fand Muybridge eine Fotografie des Babys, auf deren Rückseite seine Frau „Little Harry!“ geschrieben hatte. Daraufhin stellte er Smith zur Rede und erfuhr, dass Flora schon seit geraumer Zeit ein Verhältnis mit einem Mann namens Harry Larkyns hatte. Tief aufgewühlt von dieser Entdeckung nahm Muybridge am 17. Oktober 1874 eine Fähre nach Vallejo, reiste mit dem Zug weiter nach Calistoga und von dort mit einer Kutsche zur Yellow Jacket Mine, wo Larkyns arbeitete. Muybridge überraschte den Liebhaber seiner Frau beim nächtlichen Kartenspiel und erschoss ihn mit einem Revolver. Drei Minenarbeiter brachten Muybridge daraufhin nach Calistoga und übergaben ihn dem dortigen Sheriff.
Muybridge saß in Napa in Untersuchungshaft, bis er im Februar 1875 dort vor Gericht gestellt wurde. Er war wegen vorsätzlichen Mordes (First degree murder) angeklagt, worauf die Todesstrafe stand. Vor Gericht plädierte einer seiner drei Anwälte, William Wirt Pendegast, unter Verweis auf Muybridges früheren Kutschenunfall und die schwere Kopfverletzung, die er dabei davongetragen hatte, auf Unzurechnungsfähigkeit, konnte aber die Jury damit nicht überzeugen. Nach einem Schlussplädoyer, das in einem Bericht des San Francisco Chronicle als eines der eloquentesten beschrieben wurde, das man je in Kalifornien gehört habe, wurde Muybridge am 6. Februar 1875 wegen „entschuldbaren Totschlags“ (justifiable homicide) freigesprochen. Anfang Mai wurde Flora eine monatliche Zahlung von 50 Dollar zugesprochen – allerdings starb sie schon im Juli desselben Jahres im Alter von nur 24 Jahren an einer Krankheit. Florado Helios verbrachte die nächsten Jahre in einem katholischen Waisenhaus und Muybridge kam bis Mitte 1878 für die Kosten dieser Unterbringung auf. Muybridges Biografin Rebecca Solnit weist in einer BBC-Fernsehdokumentation mit dem Titel The Weird World of Eadweard Muybridge aus dem Jahr 2010 auf den Umstand hin, dass Muybridges Fall der letzte in Kalifornien war, in dem ein Mörder trotz zugegebener Schuld freigesprochen wurde.

### Reise nach Zentralamerika und Panoramaaufnahmen von San Francisco
Nur wenige Wochen nach seinem Freispruch reiste Muybridge auf einem Dampfer nach Zentralamerika, wo er im Auftrag der Pacific Mail Steamship Company Fotos von Städten in Panama und vom Kaffeeanbau in Guatemala machen sollte. Nach der Fertigstellung der ersten transkontinentalen Eisenbahnverbindung zwischen New York und San Francisco fürchtete die Pacific Mail Steamship Company Einnahmeverluste und versuchte, ihre Rolle im zentralamerikanischen Handel durch Muybridges Aufnahmen aufzuwerten. Unter dem Namen „Eduardo Santiago Muybridge“ produzierte Muybridge eine Serie von rund 400 Fotos, die er nach seiner Rückkehr nach San Francisco Ende 1875 unter dem Titel The Pacific Coast of Central America and Mexico; Isthmus of Panama; Guatemala; and the Cultivation and Shipment of Coffee vermarktete. Die auf der Eleventh Industrial Exhibition in San Francisco ausgestellten Fotos brachten ihm eine Goldmedaille ein. Die Jury kommentierte, Muybridges Arbeiten „machten es schwer zu glauben, dass […] die Fotografie noch große Fortschritte bis zur absoluten Perfektion“ machen könne.
Seit Muybridges Ankunft in San Francisco Mitte der 1850er Jahre war die Stadt um ein Vielfaches gewachsen. Über Jahrzehnte hinweg war San Francisco die größte Stadt westlich des Mississippi und das öffentliche Interesse an dem ehemaligen Zentrum des Goldrausches war dementsprechend groß. In den Jahren 1877 und 1878 schuf Muybridge großformatige Panoramaaufnahmen der Stadt, mit denen er sowohl den Stolz des lokalen Publikums als auch die Wissbegierde der Menschen an der amerikanischen Ostküste über den Amerikanischen Westen befriedigte.
Muybridges Biografin Rebecca Solnit sieht in dem monumentalen zweiten Panorama von 1878 (siehe Abbildung) Muybridges Abschied von der Landschaftsfotografie zu einem Zeitpunkt, als er auf dem Höhepunkt seines Schaffens stand. Im Gegensatz zu dem vorherigen Panorama aus dem Jahr 1877 nahm Muybridge die Einzelbilder mit seiner Plattenkamera im Hochformat auf und verband 13 anstelle von elf Aufnahmen zu einer großformatigen Ansicht, die alle bisherigen Versuche dieser Art übertraf. Nach dem Urteil Philip Brookmans ist dieses Panorama of San Francisco from California Street Hill, San Francisco, California „eine der größten Errungenschaften Muybridges“ und wegen seiner bis dahin unerreichten Detailliertheit ein unvergleichliches Dokument des Stadtbilds vor dem großen Erdbeben von 1906.

### Bewegungsphasen eines galoppierenden Pferdes – die Anfänge der Chronofotografie

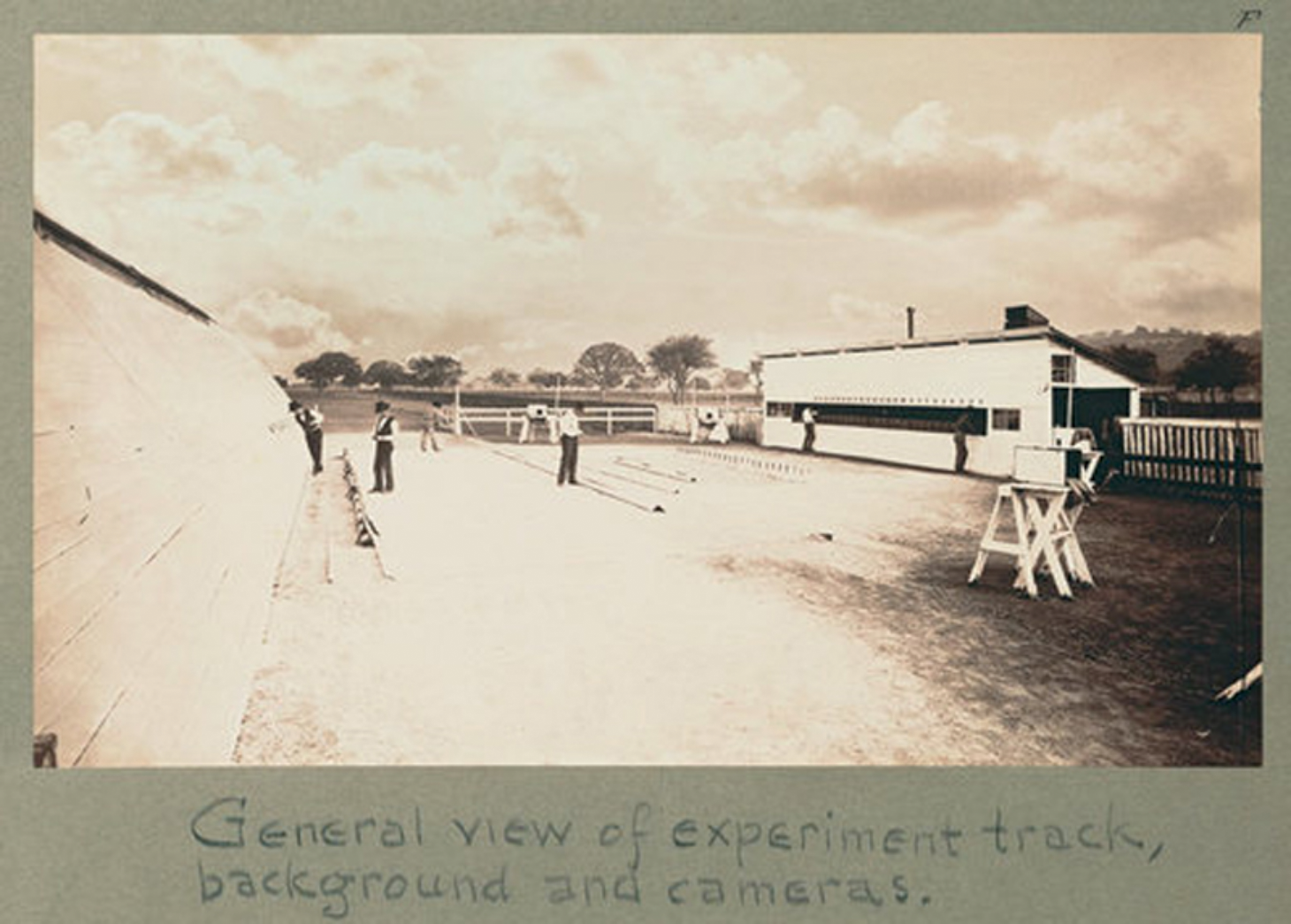
Muybridges Anlage in Palo Alto, 1879. In dem Gebäude auf der rechten Seite des Bildes sind die Kameras untergebracht. Auf der linken Seite ist eine weiße Wand zu sehen, vor deren Hintergrund die Pferde in ihrem Bewegungsablauf abgelichtet wurden.

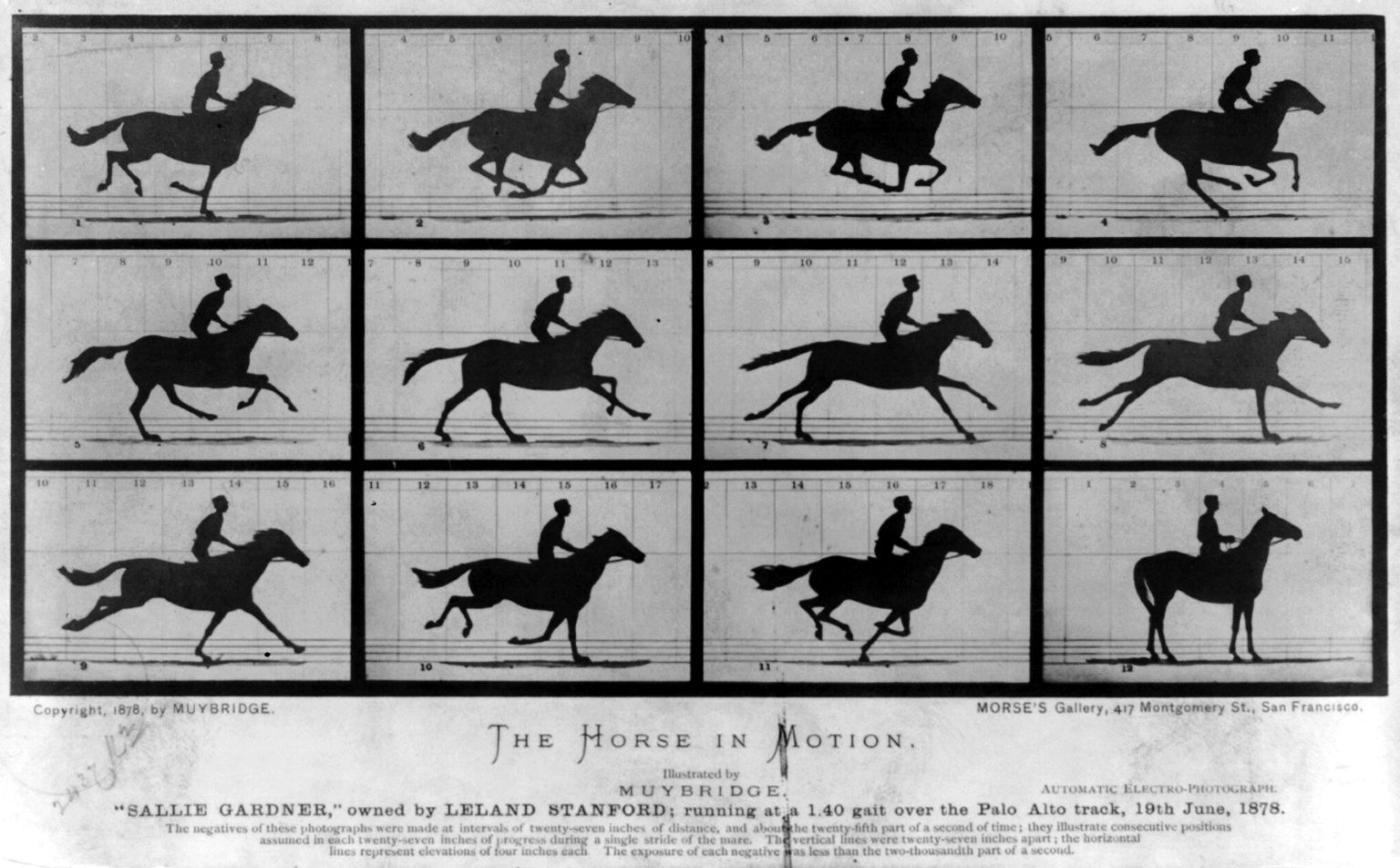
The Horse in Motion, mit dem Pferd Sallie Gardner von Leland Stanford. Aufnahme vom 19. Juni 1878.

The Horse in Motion, animiert

Bereits im Frühjahr 1872 hatte der Eisenbahn-Unternehmer Leland Stanford Muybridge beauftragt, mit Hilfe seiner Fotokamera die Frage zu beantworten, ob ein galoppierendes Pferd immer mindestens einen Huf am Boden hat oder ob sich kurzzeitig alle vier Hufe in der Luft befinden. Das Ergebnis, ein Foto von Stanfords Rennpferd Occident mit allen vier Hufen in der Luft, ist heute verloren. Allerdings gelang es Muybridge bei diesem ersten Versuch noch nicht, die einzelnen Phasen des Bewegungsablaufs in einer Reihe von Aufnahmen festzuhalten. So nahm er nun, rund fünf Jahre später, einen erneuten Anlauf.
Auf Stanfords Ranch in Palo Alto errichtete Muybridge eine Anlage, deren Bau im Mai 1878 abgeschlossen war. Das galoppierende Pferd lief bei dieser Versuchsanordnung an einer weißen Wand entlang. Gegenüber dieser Wand waren zwölf – später 24 – Kameras mit Objektiven gleicher Brennweite in einer Reihe aufgestellt. Die Besonderheit der Kameras war ihr spezieller Verschluss, dessen bewegliche Elemente durch Elektromagneten gesteuert wurden und der eine bis dahin unerreichte Belichtungszeit im Bereich von Millisekunden ermöglichte. Von jedem Verschluss führte ein feiner Draht quer über die Rennbahn. Das Zerreißen des Drahts durch die Pferdehufe bewirkte mittels eines elektrischen Impulses die Auslösung der jeweiligen Kamera.
Nach ersten Testläufen lud Muybridge für den 15. Juni 1878 eine Reihe von Pressevertretern ein, vor deren Augen er das Experiment erfolgreich durchführte. Die versammelten Augenzeugen waren von dem Resultat überwältigt. Ein Journalist der Sacramento Daily Union schrieb drei Tage später, nur die Erfindung des Telefons und des Phonographen überragten die Leistung Muybridges.

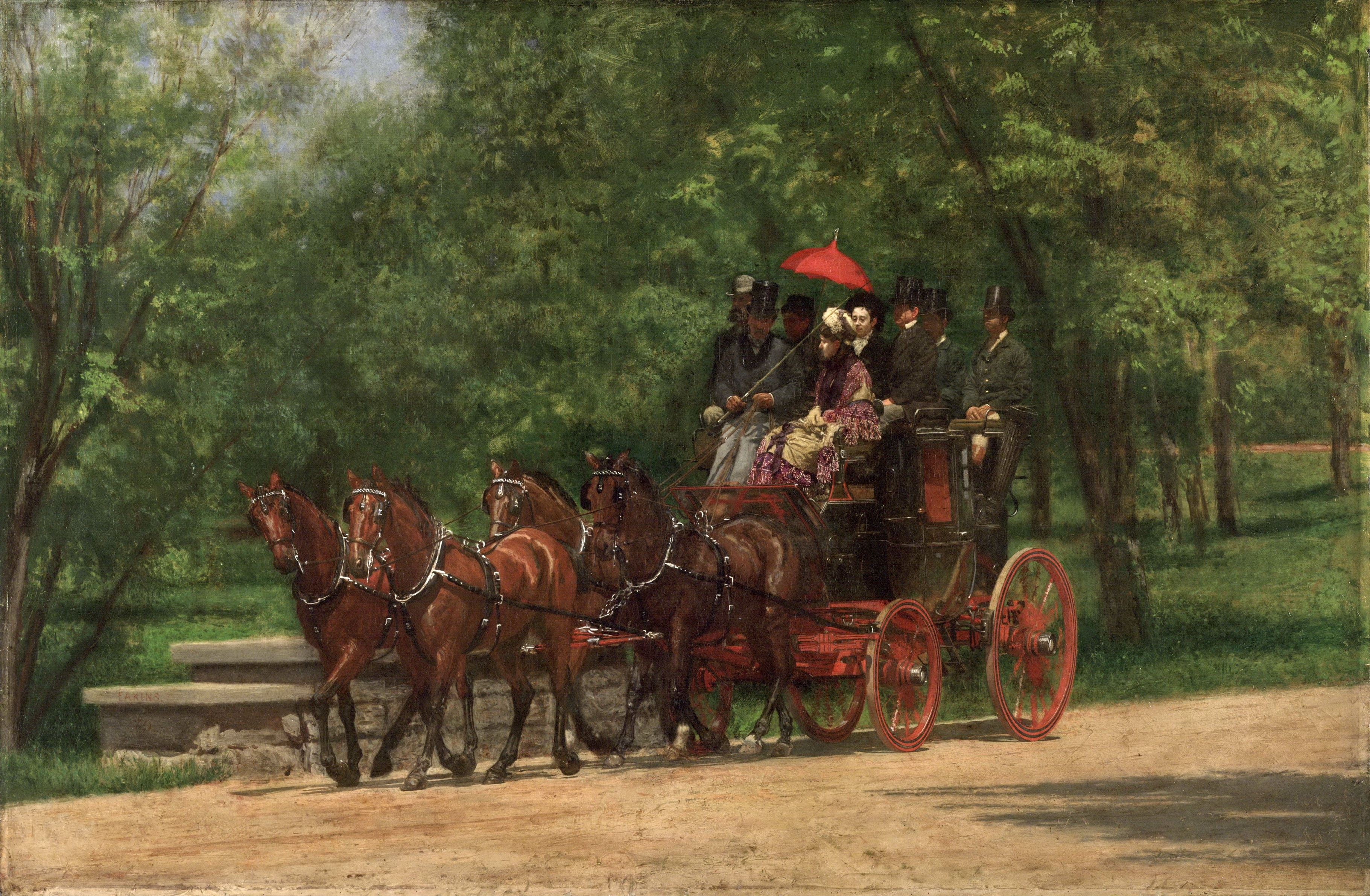
Thomas Eakins’ Gemälde A May Morning in the Park (The Fairman Rogers Four-in-Hand) (1879–1880)

Muybridge ging seinerseits sofort daran, seine Aufnahmen zu vermarkten. Er veröffentlichte eine Serie von Abzügen im Kabinettformat unter dem Titel The Horse in Motion und schickte sie an Zeitungen und Zeitschriften, wodurch sich die Nachricht von seinen Bewegungsstudien sowohl in den Vereinigten Staaten als auch international verbreitete. Im Oktober 1878 veröffentlichte die populärwissenschaftliche Zeitschrift Scientific American einige auf der Grundlage von Muybridges Fotos angefertigte Zeichnungen und wies darauf hin, dass die Künstler die Bewegung der Pferdebeine offenbar jahrhundertelang falsch dargestellt hatten. Der Maler Thomas Eakins begann umgehend, Muybridges Horse in Motion für seine eigenen Arbeiten zu nutzen. Sein Gemälde A May Morning in the Park (The Fairman Rogers Four-in-Hand) gilt heute als eine der ersten korrekten Darstellungen von Pferden in Bewegung, die auf Muybridges Studien beruht.

### Bewegte Bilder: das Zoopraxiskop

Mule Bucking and Kicking, 13 phases, eine Scheibe für Muybridges Zoopraxiskop. Die Projektion der rotierenden Scheibe erzeugte den Eindruck einer flüssigen Bewegung.

1879 begann Muybridge mit Versuchen, seine Einzelbilder so zu kombinieren, dass die Illusion einer flüssigen Bewegung entstand. Brian Clegg vermutet, Muybridge sei durch einen Kommentar im Scientific American dazu angeregt worden. In dem Artikel zu Muybridges Experiment in Palo Alto hieß es, der Leser könne die Abbildungen ausschneiden, um damit in einem Zoetrop bewegte Bilder zu erzeugen. Die Resultate waren allerdings so wenig überzeugend, dass Muybridge nach weiteren Versuchen mit einem Praxinoskop – einem von Émile Reynaud um 1877 entwickelten Vorläuferverfahren der Kinematographie – ein eigenes Gerät entwickelte: das Zoopraxiskop. Neuartig am Zoopraxiskop war, dass die projizierten Bewegtbilder – anders als bei allen seinen Vorläufern – auf einer Serie von Fotografien als Vorlage beruhten.
Muybridge zeigte seine bewegten Bilder erstmals im Rahmen einer privaten Vorführung im Haus von Leland Stanford. Anfang Mai 1880 stellte er den Apparat dann vor versammelter Presse bei der San Francisco Art Association vor. Ein Reporter der Zeitung The Daily Alta California urteilte: „Herr Muybridge hat das Fundament für eine neue Methode der Unterhaltung gelegt und wir prophezeien, dass sein momentfotografisches Laterna magica-Zoetrop seinen Weg durch die zivilisierte Welt machen wird.“

### Vortragsreisen durch Europa undAnimal Locomotion
Im September 1881 reiste Muybridge mit finanzieller Unterstützung Stanfords nach Paris, wo er unter anderem den Erfinder und Fotopionier Étienne-Jules Marey und den Maler Ernest Meissonier traf. Muybridges in Paris gehaltene Vorträge wurden vom französischen Publikum begeistert aufgenommen. Durch die Steigerung seines Bekanntheitsgrades hoffte Muybridge, Sponsoren für ein geplantes größeres Projekt mit weiteren Bewegungsstudien von Tieren zu finden.
Im Februar 1882 reiste Muybridge weiter nach London, um vor Mitgliedern der Royal Society und der Royal Academy of Arts Vorträge zu halten. Doch schon im April wurde bekannt, dass Leland Stanford gemeinsam mit seinem Arzt Jacob Davis Babcock Stillman das Buch The Horse in Motion as Shown by Instantaneous Photography, with a Study on Animal Mechanics, Founded on Anatomy and the Revelations of the Camera, in Which Is Demonstrated the Theory of Quadrupedal Locomotion veröffentlicht hatte, ohne Muybridges Anteil daran angemessen zu würdigen. Der Täuschung verdächtig, erhielt Muybridge von der Royal Society die Mitteilung, er sei nicht länger willkommen, einen Aufsatz in deren angesehener Zeitschrift Proceedings of the Royal Society zu veröffentlichen. Zutiefst gedemütigt begab er sich am 5. Juni auf die Rückreise nach Amerika, wo er später in einem Prozess gegen Stanford erfolglos eine Entschädigung von 50.000 Dollar einzuklagen versuchte.

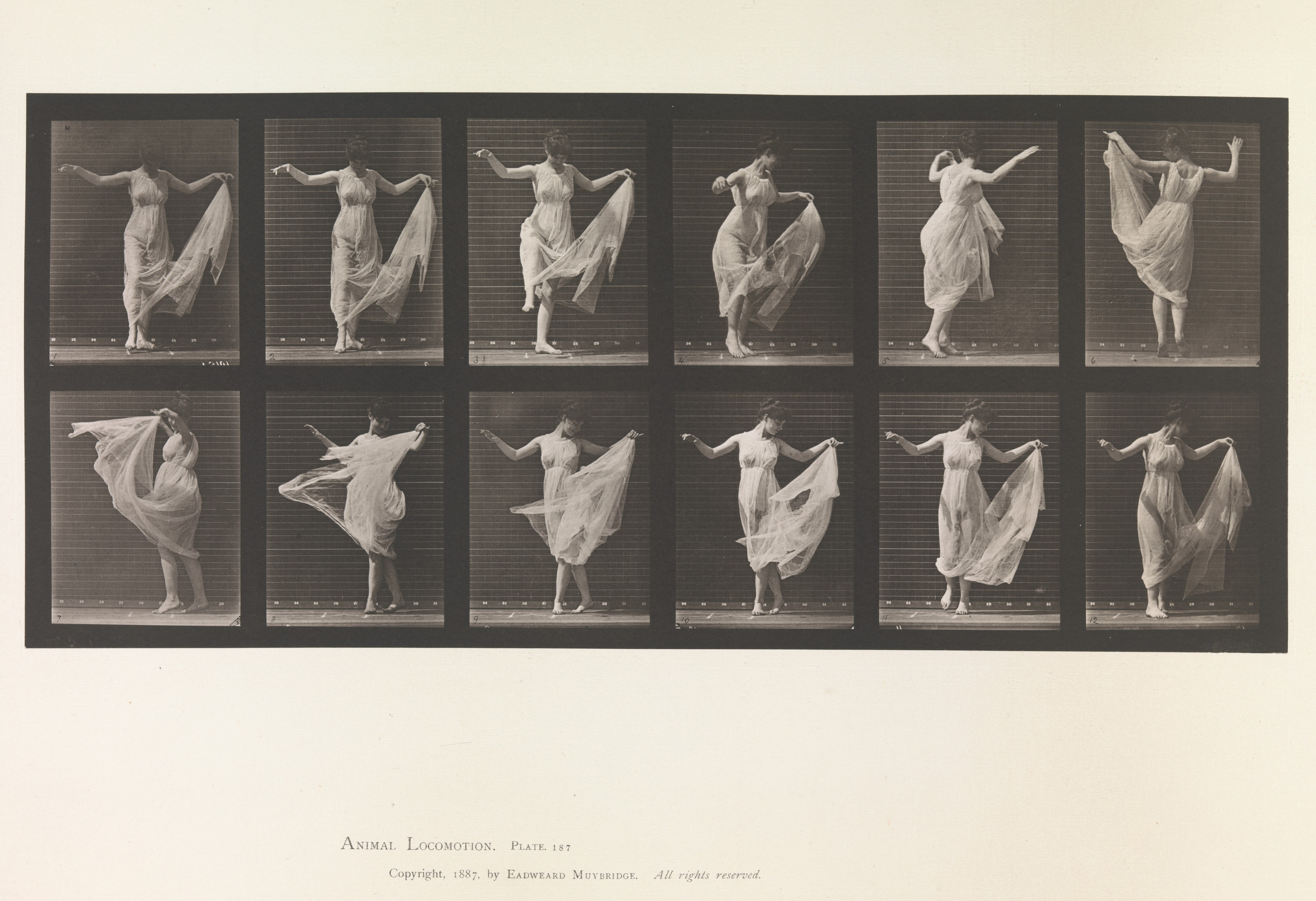
Tafel 187 aus Muybridges Werk Animal Locomotion (in der Ausgabe von 1887)

Durch Vermittlung des Malers Thomas Eakins und des Pferdeexperten Fairman Rogers konnte William Pepper, damaliger Kanzler der University of Pennsylvania, im August 1883 dafür gewonnen werden, weitere fotografische Bewegungsstudien zu finanzieren. Unter Aufsicht eines wissenschaftlichen Beirats begann Muybridge im März 1884 auf dem Gelände des veterinärmedizinischen Instituts mit seinen Arbeiten. Die im trockenen Gelatineverfahren zwischen 1884 und 1885 aufgenommenen Bilder veröffentlichte Muybridge in seinem bis heute bekanntesten Werk mit dem Titel Animal Locomotion: An Electro-Photographic Investigation of Consecutive Phases of Animal Movements. Es enthält Bewegungsstudien verschiedener Tierarten sowie von nackten, halbnackten oder leicht verhüllten Kindern, Frauen und Männern.
Der Einfluss von Animal Locomotion mit seinen mehr als 20.000 Einzelbildern auf 781 Tafeln war immens und reicht bis in die heutige Zeit. Der französisch-amerikanische Maler Marcel Duchamp wurde zu seinem Werk Akt, eine Treppe herabsteigend Nr. 2 ebenso von Muybridges Pionierarbeit auf dem Gebiet der Reihenfotografie angeregt wie der britische Maler Francis Bacon oder der Spezialeffektkünstler Tim MacMillan, der Muybridges Werk explizit als Inspiration für die im Film Matrix eingesetzte Bullet-Time-Technik nannte.

### Letzte Jahre und Tod

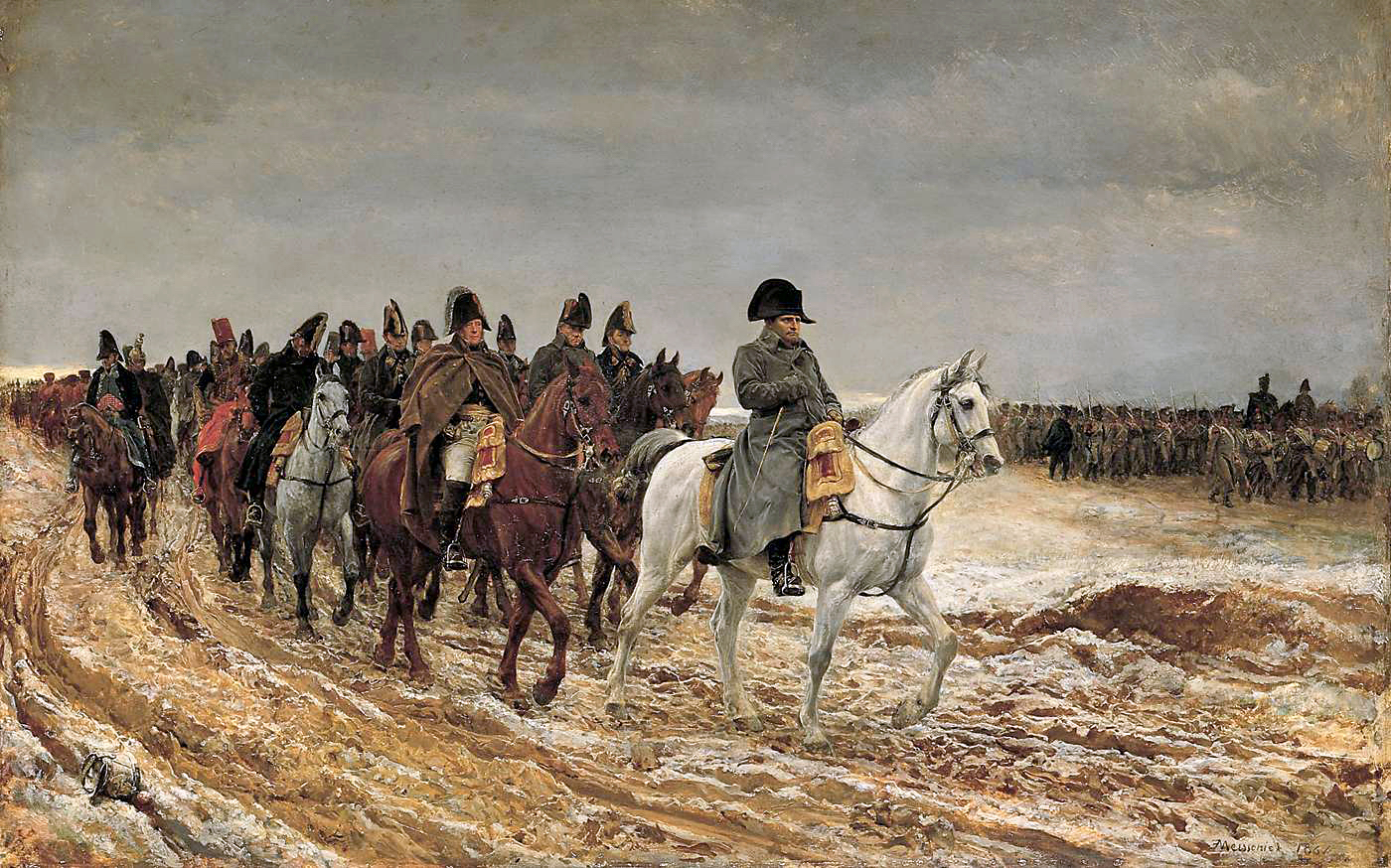
Meissoniers Gemälde Campagne de France, 1814 aus dem Jahr 1864

Nach der Veröffentlichung von Animal Locomotion im Jahr 1887 ging Muybridge erneut auf Vortragsreisen. Bei seinen Auftritten zeigte er neben seinen eigenen fotografischen Bewegungsstudien häufig Arbeiten bekannter Maler. Anhand von Werken wie Meissoniers Campagne de France, 1814 versuchte er die Schwächen der früheren künstlerischen Darstellung von Tieren herauszuarbeiten. Auf diese Weise, so sein Biograf Philip Brookman, hatte Muybridge auch in seinen späteren Jahren noch Einfluss auf Künstler wie Frederic Remington und Edgar Degas. Im Frühjahr 1893 veröffentlichte Muybridge unter dem Titel Descriptive Zoopraxography, or the Science of Animal Locomotion Made Popular eine auf seinen Vorträgen basierende Schrift.
Mitte des Jahres 1894 kehrte Muybridge nach Kingston upon Thames zurück, wo er noch zwei weitere Bücher schrieb: Animals in Motion, an Electro-Photographic Investigation of Consecutive Phases of Animal Progressive Movements erschien im Jahr 1899 und The Human Figure in Motion, an Electro-Photographic Investigation of Consecutive Phases of Muscular Action im Jahr 1901. Drei Jahre nach Abschluss seines letzten Werkes starb Muybridge am 8. Mai 1904 an Prostatakrebs.

## Wirkung und Rezeption
Kein anderer der im Amerikanischen Westen tätigen Fotografen des 19. Jahrhunderts hat eine ähnlich umfassende und lang anhaltende Wirkung gehabt wie Eadweard Muybridge. Seine Bewegungsstudien beeinflussten Zeitgenossen wie die Maler Thomas Eakins oder Edgar Degas ebenso wie zahlreiche Künstler des 20. Jahrhunderts, unter denen Marcel Duchamp und Francis Bacon in Werken zu Muybridge am häufigsten genannt werden. Sein Einfluss reicht selbst bis in die heutige Zeit, wenn etwa der einem breiten Publikum bekannte Film Matrix mit Spezialeffekten aufwartet, die von Muybridge inspiriert wurden. Insofern überrascht es nicht, dass Muybridges Biografin Marta Braun ihn als eine „wegweisende Figur in der Geschichte der Fotografie“ bewertet.
Im Verlauf seiner Karriere als Fotograf war sich Muybridge stets der Bedeutung seines eigenen Bildes in der Öffentlichkeit bewusst und hat dieses schon früh zu beeinflussen versucht. Corey Kellner verweist auf die zahlreichen Namensänderungen und deutet sie als einen Versuch, eine eigene Marke (engl. brand) zu entwickeln. Zu diesem Versuch gehört auch Muybridges Alter Ego „Helios“, mit dem er nicht nur zahlreiche seiner Fotos beschriftete, sondern das er auch als zweiten Vornamen für seinen vermeintlichen Sohn wählte. Die mehrfachen Namenswechsel werden von modernen Biografen jedoch nicht allein als Marketinginstrument gedeutet, sondern auch als Ausdruck der Tatsache, dass Muybridge sich immer wieder neu erfand.

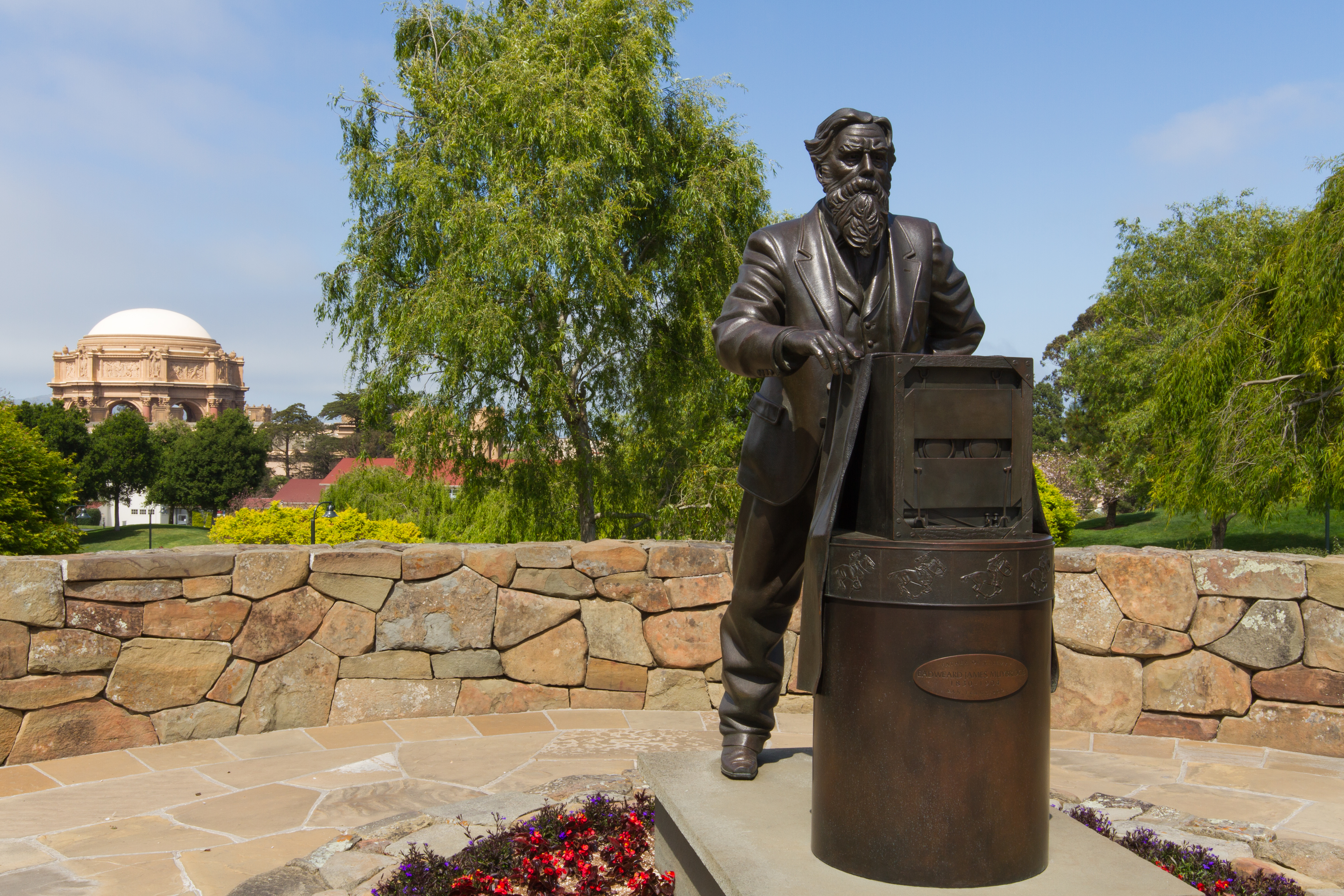
Eadweard-Muybridge-Statue auf dem Campus des Letterman Digital Arts Center im Presidio von San Francisco. Die an der Statue angebrachte Plakette weist Muybridge als den „Vater der Kinematographie“ (engl. „Father of Cinema“) aus.

Muybridges Wandelbarkeit lässt sich an der langen Reihe an Rollen ablesen, die er im Laufe seines Lebens einnahm. Marta Braun bezeichnet ihn als „Fotografen, Selbstdarsteller, Entertainer, Vortragsreisenden, Animationskünstler, Unternehmer, Erfinder, Venture Capitalist und Mörder“. In frühen Biografien wird allerdings häufig die Rolle hervorgehoben, die Muybridge als Pionier der Chronofotografie gespielt hat. Dabei wird er bisweilen zum „Vater des Kinofilms“ stilisiert. Solnit bemerkt hierzu spöttisch, Muybridge werde häufig als „Vater von Irgendetwas“ bezeichnet. Muybridges Leistung als Landschaftsfotograf dagegen wird in diesen frühen Beurteilungen – vor allem vor dem Hintergrund der Ablehnung des Piktorialismus durch moderne Künstler – als geringer geachtet. Braun führt dies auf den Umstand zurück, dass Arbeiten von Fotografen wie Carleton Watkins oder Timothy O’Sullivan besser in den ästhetischen Diskurs zur Fotografie der Moderne passten.
Im 21. Jahrhundert begann sich die Sichtweise auf Muybridge zu erweitern. Rebecca Solnit stellt Muybridge in ihrem 2003 erschienenen Buch River of Shadows ebenso in den größeren Zusammenhang des kulturellen Wandels im ausgehenden 19. Jahrhundert wie Brian Clegg in seinem 2007 veröffentlichten Werk The man who stopped time. Dieser Sichtweise schloss sich auch die erste größere, von Philip Brookman kuratierte Muybridge-Retrospektive der Corcoran Gallery of Art in Washington, D.C. aus dem Jahr 2010 an.

## Veröffentlichungen (Auswahl)
Veröffentlichungen zu Lebzeiten Muybridges
- Animals in motion: an electro-photographic investigation of consecutive phases of animal progressive movements, Philadelphia 1887, London 1899, online verfügbar in der Ausgabe London 1902 (enthält eine Auswahl von Tafeln aus der Ausgabe Philadelphia 1887) über das Internet Archive.
- Descriptive Zoopraxography: or the science of animal locomotion; Made popular by Eadweard Muybridge; with selected outline tracings reduced from some of the illustrations of “Animal Locomotion”, an electro-photographic investigation of consecutive phases of animal movements, commenced 1872, completed 1885, and published 1887, under auspices of the University of Pennsylvania; published as a memento of a series of lectures given by the author under the auspices of the United States Government Bureau of Education at the World’s Columbian Exposition, in Zoopraxographical Hall 1893, [Philadelphia] 1893, online verfügbar über Projekt Gutenberg.
- The human figure in motion: An electro-photographic investigation of consecutive phases of muscular actions, London 1901, online verfügbar über die Stanford Libraries.

Moderne Ausgaben
- Muybridge’s Complete human and animal locomotion: all 781 plates from the 1887 “Animal locomotion”, ungekürzte Neuausgabe der 11-bändigen Ausgabe Philadelphia 1887, mit einer Einleitung von Anita Ventura Mozley, 3 Bände, New York, 1979.
  - Band 1: Original vol. 1 & 2: Males (nude); 3 & 4: Females (nude), ISBN 0-486-23792-3.
  - Band 2: Original vol. 5: Males (pelvis cloth); 6: Females (semi-nude & transparent drapery) & children; 7: Males & females (draped) & miscellaneous subjects; 8: Abnormal movements, males & females (nude & semi-nude), ISBN 0-486-23793-1.
  - Band 3: Original vol. 9: Horses; 10: Domestic animals; 11: Wild animals & birds; Original prospectus & catalogue of plates, ISBN 0-486-23794-X.
- Eadweard Muybridge: the human and animal locomotion photographs, hrsg. von Hans Christian Adam, Köln 2010 (sowie mehrere Neuauflagen), ISBN 978-3-8365-0941-1.